# Шевченки (Козельщинська селищна громада)
Шевче́нки —  село в Україні, у Козельщинській селищній громаді Кременчуцького району Полтавської області. Населення становить 66 осіб. До 2020 орган місцевого самоврядування — Солоницька сільська рада.

## Географія
Село Шевченки знаходиться на відстані 0,5 км від села Нижня Жужманівка. Місцевість навколо села заболочена, поруч проходить іригаційний канал.

## Населення

### Мова
Розподіл населення за рідною мовою за даними перепису 2001 року:
| Мова       | Кількість | Відсоток |
| ---------- | --------- | -------- |
| українська | 55        | 83.33%   |
| російська  | 10        | 15.15%   |
| угорська   | 1         | 1.52%    |
| Усього     | 66        | 100%     |

## Історія
12 червня 2020 року, відповідно до розпорядження Кабінету Міністрів України № 721-р «Про визначення адміністративних центрів та затвердження територій територіальних громад Полтавської області», село увійшло до складу Козельщинської селищної громади.
19 липня 2020 року, в результаті адміністративно - територіальної реформи та ліквідації Козельщинського району, село увійшло до складу новоутвореного Кременчуцького району.